# Marche de la mort des Caroléens
Toutes les dates de cet article sont exprimées dans le calendrier grégorien, qui fut adopté par le Danemark-Norvège en 1700, mais adopté en 1753 par la Suède.
 (février 2018).
Si vous disposez d'ouvrages ou d'articles de référence ou si vous connaissez des sites web de qualité traitant du thème abordé ici, merci de compléter l'article en donnant les références utiles à sa vérifiabilité et en les liant à la section « Notes et références ».

La campagne d'Armfeldt dans la région de Trøndelag, 1718-1719. Les dates sont celles du calendrier julien.

La Marche de la mort des Caroléens (suédois : karolinernas dödsmarsch), aussi connue sous le nom de Catastrophe d'Øyfjellet, est la retraite désastreuse de l'armée suédoise caroléenne commandée par Carl Gustaf Armfeldt en franchissant la montagne de Tydal dans la région du Trøndelag en 1718–1719.

## Contexte
En 1718, après plusieurs défaites durant la Grande Guerre du Nord, la Suède a perdu ses territoires de l'est au profit de la Russie. Trop faible pour les reprendre, Charles XII de Suède planifie une attaque contre le royaume dano-norvégien pour forcer leur roi Frédéric IV à faire de grandes concessions  des suites des négociations du traité de paix.
Après la défaite de la Storkyro, le lieutenant-général Carl Gustaf Armfeldt s'est retiré vers Gävle avec l'armée décimée de Finlande. On lui ordonna alors de mener une attaque de diversion partant de Jämtland jusqu'à Trondheim dans la région de Trøndelag avec ses troupes misérablement équipées. Après avoir mis sur pied une force de 10 000 soldats à Duved, il se mit en marche pour la Norvège le 29 août 1718. Quatre mois plus tard, la campagne de Trøndelag échoua : les défenseurs de Trondheim ont tenu tête avec succès à Armfeldt. L'armée de 10 000 hommes a été réduite à environ 6 000 hommes, et les soldats survivants étaient épuisés et affamés, leurs vêtements usés en lambeaux. Le mauvais temps rendait le ravitaillement depuis la Suède impossible, l'armée a donc dû vivre sur place, causant d'innombrables souffrances au peuple norvégien. Après la mort de Charles XII le 11 décembre 1718 pendant le siège de Fredriksten, toutes les forces suédoises de Norvège reçurent l'ordre de battre en retraite vers la Suède. Armfeldt fut mis au courant de la mort de Charles XII le 7 janvier 1719, quand ses forces étaient à Haltdalen (en), Gauldalen avec environ 6 000 hommes. Il décida d'emprunter le plus court chemin vers la Suède : en premier lieu, franchir les montagnes vers  Tydal et de là, traverser la montagne de Tydal et poursuivre vers le fort de Hjerpe. Jusque-là, l'hiver avait été doux, la neige ne formait pas même une fine couche sur le sol. Par conséquent, les skis n'étaient donc pas nécessaires, mais l'armée était très mal équipée et épuisée depuis la campagne de Trøndelag.

## Le départ pour la Suède
Le  8 janvier 1719 l'armée quitta Haltdalen et se mit en marche pour Tydal, à environ 30 kilomètres. Environ 200 hommes périrent à cause de l'exposition au froid de la montagne. Le 11 janvier, l'armée d'Armfeldt fut accueillie dans les fermes des Ås et des Østby sur la montagne Tydal, environ 5 800 hommes au total. Une avant-garde de 14 skieurs fut envoyée vers Jämtland pour préparer l'arrivée de l'armée principale en Suède.
L'armée quitta la ferme des Østby le 12 janvier 1719 au matin (le jour du Nouvel An pour le calendrier suédois), accompagnés par un guide norvégien, Lars Bersvendsen Østby, qui fut forcé à aider l'ennemi parce que deux membres de sa famille étaient retenues en otages. Le climat était très froid, mais il n'y avait pas de neige. La distance qui les séparait du village Handöl (sv), aujourd'hui la municipalité d'Åre, étaient d'environ 55 kilomètres. Sans le mauvais temps, l'armée aurait pu atteindre Jämtland après une marche de deux jours.

## La tempête

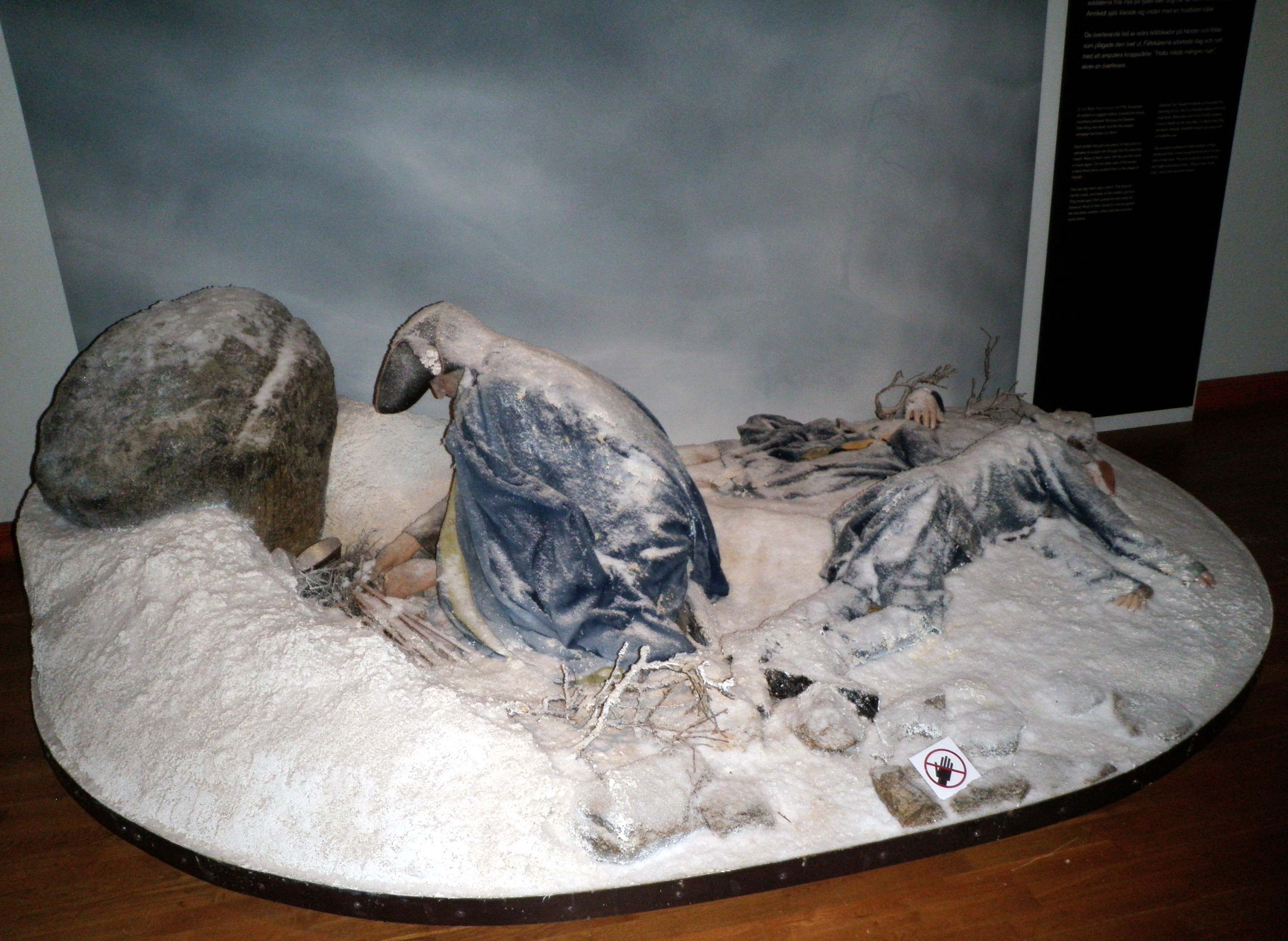
Exposition illustrant les conditions de la marche de la mort des Caroléens, musée de l'armée suédoise à Stockholm, Suède.

Cet après-midi, un violent blizzard venu du Nord-Ouest frappa, avec son fort vent faisant tournoyer la neige. Il en résulta une visibilité quasi nulle et un froid mordant, ce qui força Armfeldt à monter le camp sur le versant Nord de la montagne d'Øyfjellet, près du lac Essand. Dans un effort désespéré pour garder les hommes au chaud, les soldats mirent le feu aux bouleaux nains, aux callunes et même à leurs propres crosse de fusils et traîneaux, ce qui n'eut qu'un faible effet. Approximativement 200 hommes moururent de froid la première nuit.
La tempête continua le jour suivant, et la retraite se transforma en débâcle chaotique : les soldats étaient dispersés dans les collines. La majeure partie de l'armée atteignit la frontière suédoise et monta le camp à Enaälven. Un trou fut creusé dans la glace de l'Ena pour savoir dans quelle direction l'eau s'écoulait : dans cette direction se trouvait leur salut. Cependant, le mauvais temps continuait de sévir et de nombreux chevaux de trait moururent et tout l'équipement dut être abandonné sur la montagne. La tempête faisait encore rage le   14 janvier quand les premières troupes menées par Armfeldt réussirent à se tailler un chemin vers Handöl. La majorité des survivants arriva les  15 et 16 janvier. Environ 3 000 hommes étaient restés sur la montagne et moururent de froid. Pendant le voyage vers Duved, durant lequel le logis fut arrangé pour les soldats, 700 hommes périrent à leur tour. Environ 600 des 2 100 survivants furent estropiés à vie. Plus des deux tiers des victimes étaient des Finlandais.

## Conséquences

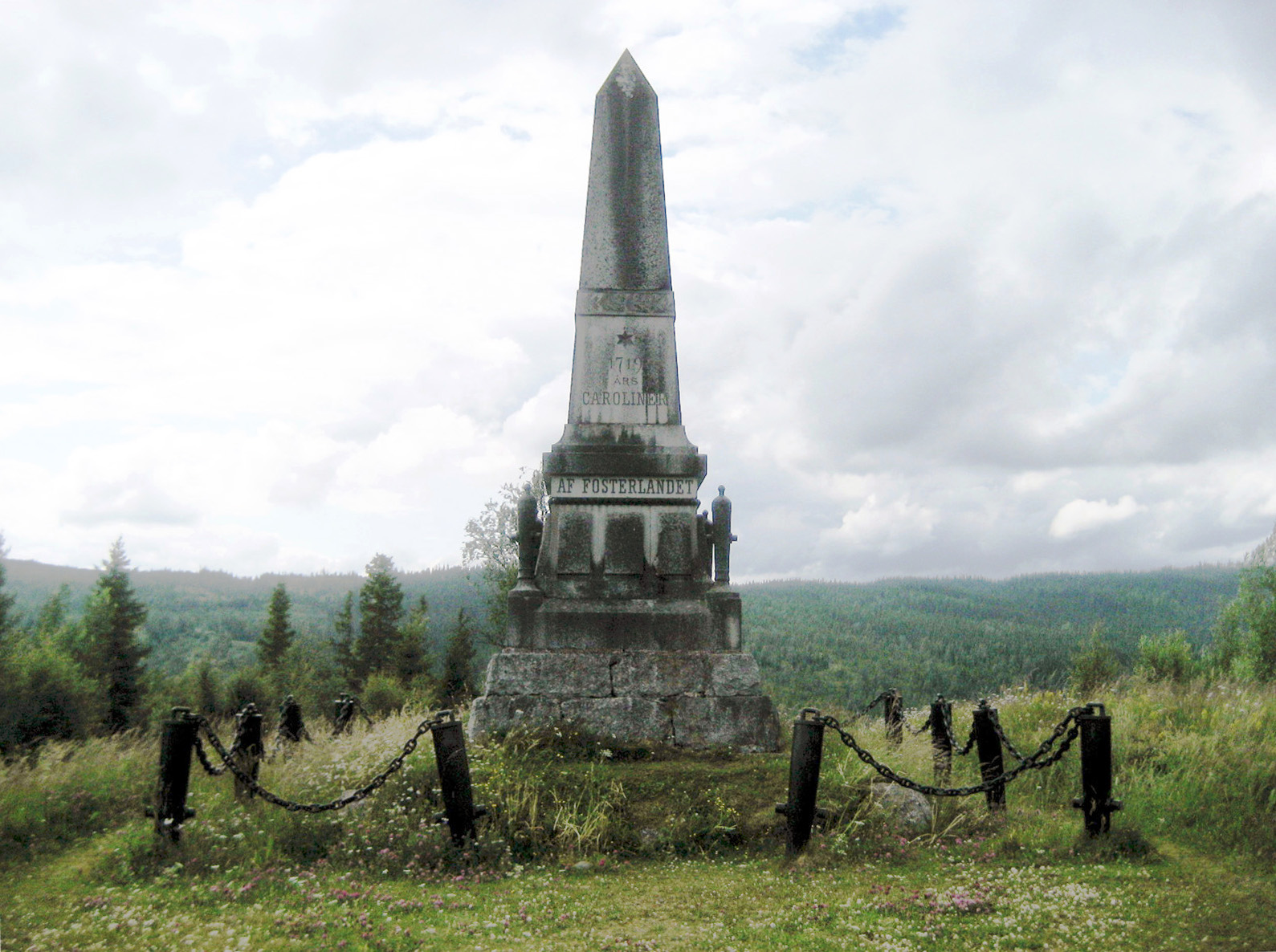
Karolinermonumentet, un monument commémoratif à Duved à la mémoire des Caroléens qui périrent durant la marche de la mort des Caroléens.

Le  18 janvier, le major norvégien Emahusen traversa la montagne à la poursuite de l'armée suédoise. Il y trouva des centaines de cadavres de Caroléens. Les chevaux encore en vie couraient dans tous les sens sans cavalier, tandis que d'autres étaient allongés toujours harnachés à leur traîneau dont le conducteur tenait toujours les rênes d'une poignée gelée, avec une expression vide et un regard vitreux.
Les Norvégiens récupérèrent tout ce qu'ils purent cet hiver. Ils trouvèrent de nombreux fusils et épées, six plus petits canons furent retrouvés abandonnés sur la montagne. Les locaux ont pillé les cadavres et ont récupéré les bottes des morts, les manteaux, les objets de valeur et les armes. Les barils de mousquets pouvaient être utilisés pour entretenir le feu dans les cheminées par exemple.
Après les habitants, vinrent les bêtes. Les loups, les wolvérènes (glouton) et les renards découvrirent des carcasses en abondance. Une légende locale raconte que durant des années, ces montagnes étaient le meilleur endroit pour chasser les animaux à fourrure.
À Brekka Bygdetun sur la montagne Tydal, a lieu un an sur deux en janvier, une représentation de théâtre en plein air de Karolinerspelet, dramatisant les événements de la marche de la mort.
À Røros, une autre ville norvégienne par laquelle sont passés les soldats suédois, une représentation annuelle de théâtre musical en plein air appelée Elden est organisée fin juillet/début août sur le tas de scories de Røros. Cette représentation est l'une des plus grandes représentations de théâtre en plein air de Norvège et inclut des chevaux. Ce spectacle est très renommé dans la région locale, ayant vendu 10 000 tickets durant ses neuf représentations en 2014.
Une colonne mémoriale est érigée à Duved.

### Musique
Le groupe suédois de métal Sabaton a dédié une chanson à cette retraite: Ruina Imperii (entièrement en suédois) dans son album Carolus Rex

### Littérature
- Karl-Aage Schwartzkopf (de), Yngste Karolinen (sv), 1960
- Anders Hansson, Karolinernas dödsmarsch i Jämtlandsfjällen, Jämtlands läns museum, 1990